# Tour de l'Ain 2020
El Tour de l'Ain 2020, 32a edició del Tour de l'Ain, es disputà entre el 7 i el 9 d'agost de 2020 sobre un recorregut de 424,5 km repartits entre tres etapes. La cursa formava part del calendari de l'UCI Europa Tour 2020, amb una categoria 2.1.
El vencedor final fou l'eslovè Primož Roglič (Team Jumbo-Visma), que s'imposà als colombians Egan Bernal (Team Ineos) i Nairo Quintana (Arkéa-Samsic).

## Equips
En aquesta edició hi prenen part 24 equips:
| WorldTeams (12)- Groupama-FDJ - Cofidis - AG2R La Mondiale - Deceuninck-Quick Step - Team Sunweb - UAE Team Emirates - Ineos - Jumbo-Visma - Trek-Segafredo - CCC Team - Israel Start-Up Nation - Lotto Soudal ProTeams (6)- Total Direct Énergie - Circus-Wanty Gobert - B&B Hotels-Vital Concept p/b KTM - Nippo Delko One Provence - Sport Vlaanderen-Baloise - Arkéa-Samsic Equips continentals (4)- Kometa-Xstra - Saint Michel-Auber 93 - Natura4Ever-Roubaix Lille Métropole - Hagens Berman Axeon Equips nacionals (2)- Alemanya - Suïssa |
| |

## Etapes
| Etapa    | Data     | Ciutats d'etapa                        | type                    | Distància (km) | Vencedor de l'etapa | Líder de la general |
| -------- | -------- | -------------------------------------- | ----------------------- | -------------- | ------------------- | ------------------- |
| 1a etapa | 7 de ago | Montréal-la-Cluse – Ceyzériat          | etapa accidentada       | 139,5          | Andrea Bagioli      | Andrea Bagioli      |
| 2a etapa | 8 de ago | Lagnieu – Lélex                        | etapa de mitja muntanya | 140,5          | Primož Roglič       | Primož Roglič       |
| 3a etapa | 9 de ago | Saint-Vulbas – coll de Grand Colombier | etapa de mitja muntanya | 144,5          | Primož Roglič       | Primož Roglič       |

### 1a etapa
| \| Classificació de l'etapa \| Classificació de l'etapa \| Classificació de l'etapa \| Classificació de l'etapa \| Classificació de l'etapa \| \| Corredor \| Corredor \| Equip \| Temps \| \| \| ------------------------ \| ------------------------ \| ------------------------ \| ------------------------ \| ------------------------ \| \| 1r \| Andrea Bagioli \| Deceuninck-Quick Step \| 3h 17' 00" \| \| \| 2n \| Primož Roglič \| Jumbo-Visma \| + 0" \| \| \| 3r \| Stefan Bissegger \| Suïssa \| + 0" \| \| \| 4t \| Tom Dumoulin \| Jumbo-Visma \| + 0" \| \| \| 5è \| Erik Fetter \| Kometa-Xstra \| + 0" \| \| \| 6è \| Giacomo Garavaglia \| Kometa-Xstra \| + 0" \| \| \| 7è \| Guillaume Martin \| Cofidis \| + 0" \| \| \| 8è \| João Almeida \| Deceuninck-Quick Step \| + 0" \| \| \| 9è \| Bauke Mollema \| Trek-Segafredo \| + 0" \| \| \| 10è \| Valerio Conti \| UAE Team Emirates \| + 0" \| \| |                    |                       |            |
| |                    |                       |            |
| Fonts: ProCyclingStats Cycling Archives |                    |                       |            |
| Classificació de l'etapa |                    |                       |            |
| Corredor | Corredor           | Equip                 | Temps      |
| 1r | Andrea Bagioli     | Deceuninck-Quick Step | 3h 17' 00" |
| 2n | Primož Roglič      | Jumbo-Visma           | + 0"       |
| 3r | Stefan Bissegger   | Suïssa                | + 0"       |
| 4t | Tom Dumoulin       | Jumbo-Visma           | + 0"       |
| 5è | Erik Fetter        | Kometa-Xstra          | + 0"       |
| 6è | Giacomo Garavaglia | Kometa-Xstra          | + 0"       |
| 7è | Guillaume Martin   | Cofidis               | + 0"       |
| 8è | João Almeida       | Deceuninck-Quick Step | + 0"       |
| 9è | Bauke Mollema      | Trek-Segafredo        | + 0"       |
| 10è | Valerio Conti      | UAE Team Emirates     | + 0"       |

| \| Classificació general \| Classificació general \| Classificació general \| Classificació general \| Classificació general \| \| Corredor \| Corredor \| Equip \| Temps \| \| \| --------------------- \| --------------------- \| --------------------- \| --------------------- \| --------------------- \| \| 1r \| Andrea Bagioli \| Deceuninck-Quick Step \| 3h 16' 50" \| \| \| 2n \| Primož Roglič \| Jumbo-Visma \| + 4" \| \| \| 3r \| Stefan Bissegger \| Suïssa \| + 6" \| \| \| 4t \| Tom Dumoulin \| Jumbo-Visma \| + 10" \| \| \| 5è \| Erik Fetter \| Kometa-Xstra \| + 10" \| \| \| 6è \| Giacomo Garavaglia \| Kometa-Xstra \| + 10" \| \| \| 7è \| Guillaume Martin \| Cofidis \| + 10" \| \| \| 8è \| João Almeida \| Deceuninck-Quick Step \| + 10" \| \| \| 9è \| Bauke Mollema \| Trek-Segafredo \| + 10" \| \| \| 10è \| Valerio Conti \| UAE Team Emirates \| + 10" \| \| |                    |                       |            |
| |                    |                       |            |
| Fonts: ProCyclingStats Cycling Archives |                    |                       |            |
| Classificació general |                    |                       |            |
| Corredor | Corredor           | Equip                 | Temps      |
| 1r | Andrea Bagioli     | Deceuninck-Quick Step | 3h 16' 50" |
| 2n | Primož Roglič      | Jumbo-Visma           | + 4"       |
| 3r | Stefan Bissegger   | Suïssa                | + 6"       |
| 4t | Tom Dumoulin       | Jumbo-Visma           | + 10"      |
| 5è | Erik Fetter        | Kometa-Xstra          | + 10"      |
| 6è | Giacomo Garavaglia | Kometa-Xstra          | + 10"      |
| 7è | Guillaume Martin   | Cofidis               | + 10"      |
| 8è | João Almeida       | Deceuninck-Quick Step | + 10"      |
| 9è | Bauke Mollema      | Trek-Segafredo        | + 10"      |
| 10è | Valerio Conti      | UAE Team Emirates     | + 10"      |

### 2a etapa
| \| Classificació de l'etapa \| Classificació de l'etapa \| Classificació de l'etapa \| Classificació de l'etapa \| Classificació de l'etapa \| \| Corredor \| Corredor \| Equip \| Temps \| \| \| ------------------------ \| ---------------------------- \| ------------------------ \| ------------------------ \| ------------------------ \| \| 1r \| Primož Roglič \| Jumbo-Visma \| 3h 58' 14" \| \| \| 2n \| Egan Bernal Gómez \| Team Ineos \| + 0" \| \| \| 3r \| Valerio Conti \| UAE Team Emirates \| + 0" \| \| \| 4t \| Nairo Quintana Rojas \| Arkéa-Samsic \| + 0" \| \| \| 5è \| Steven Kruijswijk \| Jumbo-Visma \| + 7" \| \| \| 6è \| Jesús Herrada López \| Cofidis \| + 15" \| \| \| 7è \| Fabio Aru \| UAE Team Emirates \| + 16" \| \| \| 8è \| João Almeida \| Deceuninck-Quick Step \| + 16" \| \| \| 9è \| Jonathan Castroviejo Nicolás \| Team Ineos \| + 20" \| \| \| 10è \| Jan Hirt \| CCC Team \| + 20" \| \| |                              |                       |            |
| |                              |                       |            |
| Fonts: ProCyclingStats Cycling Archives |                              |                       |            |
| Classificació de l'etapa |                              |                       |            |
| Corredor | Corredor                     | Equip                 | Temps      |
| 1r | Primož Roglič                | Jumbo-Visma           | 3h 58' 14" |
| 2n | Egan Bernal Gómez            | Team Ineos            | + 0"       |
| 3r | Valerio Conti                | UAE Team Emirates     | + 0"       |
| 4t | Nairo Quintana Rojas         | Arkéa-Samsic          | + 0"       |
| 5è | Steven Kruijswijk            | Jumbo-Visma           | + 7"       |
| 6è | Jesús Herrada López          | Cofidis               | + 15"      |
| 7è | Fabio Aru                    | UAE Team Emirates     | + 16"      |
| 8è | João Almeida                 | Deceuninck-Quick Step | + 16"      |
| 9è | Jonathan Castroviejo Nicolás | Team Ineos            | + 20"      |
| 10è | Jan Hirt                     | CCC Team              | + 20"      |

| \| Classificació general \| Classificació general \| Classificació general \| Classificació general \| Classificació general \| \| Corredor \| Corredor \| Equip \| Temps \| \| \| --------------------- \| --------------------- \| --------------------- \| --------------------- \| --------------------- \| \| 1r \| Primož Roglič \| Jumbo-Visma \| 7h 14' 58" \| \| \| 2n \| Egan Bernal Gómez \| Team Ineos \| + 10" \| \| \| 3r \| Valerio Conti \| UAE Team Emirates \| + 12" \| \| \| 4t \| Bauke Mollema \| Trek-Segafredo \| + 16" \| \| \| 5è \| Nairo Quintana Rojas \| Arkéa-Samsic \| + 16" \| \| \| 6è \| Steven Kruijswijk \| Jumbo-Visma \| + 23" \| \| \| 7è \| Jesús Herrada López \| Cofidis \| + 31" \| \| \| 8è \| João Almeida \| Deceuninck-Quick Step \| + 32" \| \| \| 9è \| Fabio Aru \| UAE Team Emirates \| + 32" \| \| \| 10è \| Jan Hirt \| CCC Team \| + 36" \| \| |                      |                       |            |
| |                      |                       |            |
| Fonts: ProCyclingStats Cycling Archives |                      |                       |            |
| Classificació general |                      |                       |            |
| Corredor | Corredor             | Equip                 | Temps      |
| 1r | Primož Roglič        | Jumbo-Visma           | 7h 14' 58" |
| 2n | Egan Bernal Gómez    | Team Ineos            | + 10"      |
| 3r | Valerio Conti        | UAE Team Emirates     | + 12"      |
| 4t | Bauke Mollema        | Trek-Segafredo        | + 16"      |
| 5è | Nairo Quintana Rojas | Arkéa-Samsic          | + 16"      |
| 6è | Steven Kruijswijk    | Jumbo-Visma           | + 23"      |
| 7è | Jesús Herrada López  | Cofidis               | + 31"      |
| 8è | João Almeida         | Deceuninck-Quick Step | + 32"      |
| 9è | Fabio Aru            | UAE Team Emirates     | + 32"      |
| 10è | Jan Hirt             | CCC Team              | + 36"      |

### 3a etapa
| \| Classificació de l'etapa \| Classificació de l'etapa \| Classificació de l'etapa \| Classificació de l'etapa \| Classificació de l'etapa \| \| Corredor \| Corredor \| Equip \| Temps \| \| \| ------------------------ \| ------------------------ \| ------------------------ \| ------------------------ \| ------------------------ \| \| 1r \| Primož Roglič \| Jumbo-Visma \| 4h 06' 24" \| \| \| 2n \| Egan Bernal Gómez \| Team Ineos \| + 4" \| \| \| 3r \| Nairo Quintana Rojas \| Arkéa-Samsic \| + 6" \| \| \| 4t \| Guillaume Martin \| Cofidis \| + 8" \| \| \| 5è \| Richie Porte \| Trek-Segafredo \| + 8" \| \| \| 6è \| Steven Kruijswijk \| Jumbo-Visma \| + 23" \| \| \| 7è \| George Bennett \| Jumbo-Visma \| + 31" \| \| \| 8è \| Tom Dumoulin \| Jumbo-Visma \| + 44" \| \| \| 9è \| Daniel Martin \| Israel Start-Up Nation \| + 1' 16" \| \| \| 10è \| João Almeida \| Deceuninck-Quick Step \| + 1' 58" \| \| |                      |                        |            |
| |                      |                        |            |
| Fonts: ProCyclingStats Cycling Archives |                      |                        |            |
| Classificació de l'etapa |                      |                        |            |
| Corredor | Corredor             | Equip                  | Temps      |
| 1r | Primož Roglič        | Jumbo-Visma            | 4h 06' 24" |
| 2n | Egan Bernal Gómez    | Team Ineos             | + 4"       |
| 3r | Nairo Quintana Rojas | Arkéa-Samsic           | + 6"       |
| 4t | Guillaume Martin     | Cofidis                | + 8"       |
| 5è | Richie Porte         | Trek-Segafredo         | + 8"       |
| 6è | Steven Kruijswijk    | Jumbo-Visma            | + 23"      |
| 7è | George Bennett       | Jumbo-Visma            | + 31"      |
| 8è | Tom Dumoulin         | Jumbo-Visma            | + 44"      |
| 9è | Daniel Martin        | Israel Start-Up Nation | + 1' 16"   |
| 10è | João Almeida         | Deceuninck-Quick Step  | + 1' 58"   |

## Classificació final
| \| Classificació general \| Classificació general \| Classificació general \| Classificació general \| Classificació general \| \| Corredor \| Corredor \| Equip \| Temps \| \| \| --------------------- \| --------------------- \| --------------------- \| --------------------- \| --------------------- \| \| 1r \| Primož Roglič \| Jumbo-Visma \| 11h 21' 12" \| \| \| 2n \| Egan Bernal Gómez \| Team Ineos \| + 18" \| \| \| 3r \| Nairo Quintana Rojas \| Arkéa-Samsic \| + 28" \| \| \| 4t \| Steven Kruijswijk \| Jumbo-Visma \| + 56" \| \| \| 5è \| George Bennett \| Jumbo-Visma \| + 1' 27" \| \| \| 6è \| Bauke Mollema \| Trek-Segafredo \| + 2' 24" \| \| \| 7è \| João Almeida \| Deceuninck-Quick Step \| + 2' 40" \| \| \| 8è \| Guillaume Martin \| Cofidis \| + 2' 45" \| \| \| 9è \| Jesús Herrada López \| Cofidis \| + 3' 39" \| \| \| 10è \| Fabio Aru \| UAE Team Emirates \| + 4' 26" \| \| |                      |                       |             |
| |                      |                       |             |
| Fonts: ProCyclingStats Cycling Archives |                      |                       |             |
| Classificació general |                      |                       |             |
| Corredor | Corredor             | Equip                 | Temps       |
| 1r | Primož Roglič        | Jumbo-Visma           | 11h 21' 12" |
| 2n | Egan Bernal Gómez    | Team Ineos            | + 18"       |
| 3r | Nairo Quintana Rojas | Arkéa-Samsic          | + 28"       |
| 4t | Steven Kruijswijk    | Jumbo-Visma           | + 56"       |
| 5è | George Bennett       | Jumbo-Visma           | + 1' 27"    |
| 6è | Bauke Mollema        | Trek-Segafredo        | + 2' 24"    |
| 7è | João Almeida         | Deceuninck-Quick Step | + 2' 40"    |
| 8è | Guillaume Martin     | Cofidis               | + 2' 45"    |
| 9è | Jesús Herrada López  | Cofidis               | + 3' 39"    |
| 10è | Fabio Aru            | UAE Team Emirates     | + 4' 26"    |

### Evolució de les classificacions
| Etapa                 | Vencedor              | Classificació general | Classificació per punts | Classificació de la muntanya | Classificació dels joves | Classificació per equips | Combativitat   |
| --------------------- | --------------------- | --------------------- | ----------------------- | ---------------------------- | ------------------------ | ------------------------ | -------------- |
| 1                     | Andrea Bagioli        | Andrea Bagioli        | Andrea Bagioli          | Ivan Centrone                | Andrea Bagioli           | Team Jumbo-Visma         | Michal Paluta  |
| 2                     | Primož Roglič         | Primož Roglič         | Primož Roglič           | Julien Bernard               | João Almeida             | Team Jumbo-Visma         | Jaakko Hännien |
| 3                     | Primož Roglič         | Primož Roglič         | Primož Roglič           | Julien Bernard               | João Almeida             | Team Jumbo-Visma         | Romain Sicard  |
| Clasificacions finals | Clasificacions finals | Primož Roglič         | Primož Roglič           | Julien Bernard               | João Almeida             | Team Jumbo-Visma         |                |